# Miragaia (dinozaur)
Miragaia – rodzaj dinozaura z rodziny stegozaurów (Stegosauridae) żyjącego w późnej jurze na terenie dzisiejszej Europy i być może Ameryki Północnej.
Gatunek typowy rodzaju, Miragaia longicollum, został opisany w 2009 roku przez Octávio Mateusa i współpracowników w oparciu o niemal kompletną przednią połowę szkieletu. Nazwa rodzajowa pochodzi od nazwy miejscowości Miragaia w zachodniej Portugalii, w którym odnaleziono szczątki dinozaura, jednak autorzy opisu Miragaia podają alternatywną interpretację – „cudowna bogini Ziemi” – od łacińskiego słowa mira („cudowny”) oraz Gaia – imienia bogini Ziemi z greckiej mitologii. Epitet gatunkowy odnosi się do wyjątkowo jak na stegozaura długiej szyi. Holotyp (ML 433) został odkryty w datowanych na kimeryd lub tyton osadach formacji Sobral. Materiał kopalny obejmuje niemal kompletną przednią połowę szkieletu. W pobliżu odkryto także kilka kości (ML 433-A) młodocianego dinozaura – dalsze badania mogą wykazać, że jest to odrębny takson, jednak Mateus i współpracownicy uznali go za należący do Miragaia longicollum.
Jedną z cech odróżniających Miragaia od innych stegozaurów jest długa szyja – składała się ona z co najmniej siedemnastu kręgów – więcej niż u większości zauropodów. Inną cechą analogiczną pomiędzy zauropodami a Miragaia longicollum jest połączenie żeber i kręgów. Opisany przez Mateusa i współpracowników osobnik (ML 433) jest jednym z najbardziej kompletnych znanych europejskich stegozaurów i pierwszym, którego kości czaszki odnaleziono.
Miragaia została uznana za takson siostrzany do Dacentrurus armatus, wraz z którym tworzy klad Dacentrurinae, nazwany przez Mateusa, Maidment i Christiansena i według ich definicji obejmujący wszystkie stegozaury bliżej spokrewnione z Dacentrurus armatus niż ze Stegosaurus armatus. Klad ten jest taksonem siostrzanym do Stegosaurus. Analizy te stoją w sprzeczności z niektórymi wcześniejszymi badaniami, klasyfikującymi dacentrura jako bazalnego stegozaura i stwierdzają, że Miragaia i Dacentrurus były bardziej zaawansowane.
Z badań Costy i Mateusa (2019) wynika bliskie pokrewieństwo Miragaia longicollum z północnoamerykańskim gatunkiem Alcovasaurus longispinus; wymienieni autorzy uznali A. longispinus za jedynego znanego północnoamerykańskiego przedstawiciela podrodziny Dacentrurinae. Costa i Mateus uznali rodzaj Alcovasaurus za młodszy synonim rodzaju Miragaia, utrzymując jednocześnie A. longispinus jako odrębny gatunek należący do rodzaju Miragaia.